# Камардін Едуард Русланович
Едуард Русланович Камардін — капітан Збройних Сил України, учасник російсько-української війни, що загинув під час російського вторгнення в Україну, Герой України з удостоєнням ордена «Золота Зірка» (2023, посмертно).

## Життєпис
Едуард Камардін народився 27 лютого 1999 року в селищі Ратне на Волині. У 2016 році закінчив ліцей № 1 імені В. Газіна в рідному селищі. Того ж року вступив до Національної академії сухопутних військ імені гетьмана Петра Сагайдачного, яку згодом успішно закінчив.
Служив в 11-му окремому мотопіхотному батальйоні. Був командиром мотопіхотної роти 59 окремої мотопіхотної бригади (військової частини А2980). Загинув 5 вересня 2022 року під час наступальної операції на межі Миколаївської і Херсонської областей унаслідок танкового обстрілу поблизу селища Тернові Поди на Миколаївщині. Під час бою він особисто евакуював п'ятьох поранених військовослужбовців і надав їм першу медичну допомогу. Також, коригуючи вогонь, знищив ворожий склад. Прикриваючи побратимів, капітан загинув унаслідок ворожого артобстрілу.
8 вересня 2022 відбувся похорон в рідному селищі Ратне на Волині.

## Нагорода
- звання «Герой України» з удостоєнням ордена «Золота Зірка» (8 липня 2023, посмертно) — за особисту мужність і героїзм, виявлені у захисті державного суверенітету та територіальної цілісності України, самовіддане служіння Українському народові[6].